# Paul Stutz
Paul Stutz (* 17. Juli 1983 in Banff, Alberta) ist ein kanadischer Skirennläufer. Seine stärkste Disziplin ist der Slalom, in der er bisher drei Rennen und einmal die Disziplinenwertung im Nor-Am Cup gewann.

## Biografie
Paul Stutz nahm im Dezember 1998 erstmals an Rennen des Nor-Am Cups sowie an FIS-Rennen teil. In FIS-Rennen erreichte er noch im selben Winter die ersten Podestplätze und im Januar 2000 den ersten Sieg. Im Nor-Am Cup erzielte er in der Saison 2002/2003 seine ersten Top-10-Platzierungen; im März 2005 stand er als Zweiter des Slaloms von Mont-Tremblant erstmals auf dem Podest. Zuvor hatte er bereits einen zweiten Platz in einem Europacup-Slalom erzielt. Bei Juniorenweltmeisterschaften, an denen er 2002 und 2003 teilnahm, war sein bestes Resultat der zwölfte Platz in der Kombination 2002.
Im Weltcup debütierte Stutz im Januar 2004. Er nahm anfangs nur an Slaloms teil und konnte sich zunächst in keinem Rennen für den zweiten Durchgang qualifizieren. In der Saison 2005/2006 entschied der Kanadier mit einem Sieg in Hunter Mountain, einem zweiten Platz in Panorama und zwei weiteren Top-10-Ergebnissen die Slalomwertung im Nor-Am Cup für sich. In den folgenden Jahren nahm er an immer weniger Rennen im Nor-Am Cup teil und konzentrierte sich vorwiegend auf den Weltcup. Zu Beginn der Saison 2006/2007 gewann er seine ersten Weltcuppunkte, als er im Slalom von Beaver Creek den 20. Platz belegte. Eine Woche später nahm er auf der Reiteralm erstmals an einer Super-Kombination im Weltcup teil; weitere Punktegewinne gelangen ihm aber erst zu Beginn des nächsten Winters. Bei den Weltmeisterschaften 2007 im schwedischen Åre schied er im zweiten Slalomdurchgang aus, nachdem er im ersten Lauf auf dem 21. Platz gelegen war. Ohne Resultat blieb er auch zwei Jahre später bei den Weltmeisterschaften 2009 in Val-d’Isère. Er startete diesmal in der Super-Kombination und schied im Slalomdurchgang aus. Erfolgreich war Stutz hingegen bei den kanadischen Meisterschaften. Von 2006 bis 2009 wurde er insgesamt vier Mal Kanadischer Meister. Am 20. Januar 2008 erreichte er mit Platz 25 im Slalom und Rang 50 in der Abfahrt den siebenten Platz in der Hahnenkamm-Kombination in Kitzbühel und damit sein bisher bestes Weltcupergebnis. In den nächsten beiden Jahren blieb Stutz allerdings ohne Weltcuppunkte, weshalb er in der Saison 2009/2010 neben dem Weltcup auch wieder vermehrt im Nor-Am Cup startete. Mit zwei Siegen in Sunday River und Waterville Valley belegte er in diesem Winter den zweiten Platz in der Slalomwertung.
Im Januar 2011 konnte Stutz erstmals seit drei Jahren wieder im Weltcup punkten, als er in den Slaloms von Kitzbühel und auf der Planai in Schladming jeweils 25. wurde. Seither blieb er aber erneut ohne Weltcuppunkte. In der Saison 2012/13 entschied er die Slalomwertung des Nor-Am Cups für sich.

## Erfolge

### Juniorenweltmeisterschaften
- Tarvisio 2002: 12. Kombination, 16. Slalom, 20. Super-G, 27. Abfahrt
- Briançonnais 2003: 23. Riesenslalom, 23. Super-G, 33. Abfahrt

### Weltcup
- 1 Platzierung unter den besten zehn und weitere 2 Platzierungen unter den besten 20

### Nor-Am Cup
- Saison 2005/06: 6. Gesamtwertung, 1. Slalomwertung
- Saison 2006/07: 7. Slalomwertung
- Saison 2009/10: 9. Gesamtwertung, 2. Slalomwertung
- Saison 2012/13: 1. Slalomwertung

- 12 Podestplätze, davon 7 Siege:

| Datum             | Ort               | Land   | Disziplin |
| ----------------- | ----------------- | ------ | --------- |
| 4. Januar 2006    | Hunter Mountain   | USA    | Slalom    |
| 4. Januar 2010    | Sunday River      | USA    | Slalom    |
| 18. März 2010     | Waterville Valley | USA    | Slalom    |
| 18. März 2011     | Whistler          | Kanada | Slalom    |
| 12. Dezember 2012 | Panorama          | Kanada | Slalom    |
| 2. Februar 2013   | Vail              | USA    | Slalom    |
| 3. Februar 2013   | Vail              | USA    | Slalom    |

### Weitere Erfolge
- Stutz ist vierfacher Kanadischer Meister:
  - 2× Slalom (2007 und 2008)
  - 1× Kombination (2006)
  - 1× Super-Kombination (2009)
- 1 Podestplatz im Europacup
- 32 Siege in FIS-Rennen